# Brian Rix
Brian Norman Roger Rix, barón Rix (Cottingham, Reino Unido; 27 de enero de 1924-20 de agosto de 2016) fue un actor y filántropo británico.

## Biografía
Hijo de un naviero de Kingston upon Hull, Brian Rix fue educado en la Bootham School, en York. Se convirtió en actor profesional a la edad de 17 años, al actuar junto con Donald Wolfit en Cardiff. Durante la Segunda Guerra Mundial, inició su servicio militar en la Royal Air Force, pero poco después se hizo voluntario para trabajar en una mina de carbón (Bevin Boy).
En 1949, se casó con la actriz Elspet Gray, con quien tuvo cuatro hijos, incluyendo a la productora de televisión y autora de libros infantiles Jamie Rix y la actriz Louisa Rix. Su hija Shelley Elspet Rix nació con síndrome de Down y Rix siempre utilizó su nombre para promover la toma de conciencia y la compresión de las dificultades de aprendizaje. Shelley Elspet Rix falleció en julio de 2005 en Hounslow, Gran Londres.

## Carrera
Después de la guerra, Rix regresó a las tablas y, en 1947, formó su propia compañía de teatro. Rix se asoció con el Teatro Whitehall de 1944 a 1969, aunque se hizo cada vez más famoso como actor y gerente teatral tanto en la televisión como en el teatro. Se hizo conocido por su escenificación de Reluctant Heroes, representada tanto en gira como en el Teatro Whitehall por cuatro años. En el teatro se especializó en las farsas, tales como Simple Spymen y Dry Rot, algunas de las cuales fueron regularmente televisadas. Luego del período en el Teatro Whitehall, Rix se trasladó al Teatro Garrick. 
En total, Rix apareció en once películas y 70 farsas para la BBC. Algunas de las películas en las que participó fueron The Night We Dropped a Clanger (1959), The Night We Got the Bird (1961), Don't Just Lie There, Say Something! (1973). También fue presentador de la serie televisiva Let's Go, el primer programa británico en ser creado específicamente para las personas con discapacidad para el aprendizaje. 
En 1980, Rix se retiró de la actuación y fue nombrado secretario general de la Sociedad nacional para los niños y adultos mentalmente discapacitados (Mencap) (que se convirtió en una "sociedad real" el año siguiente) y, en 1987, se convirtió en su presidente. Desde 2002, la sociedad ha sido oficialmente llamada la Royal Mencap Society.

## Premios y galardones
Fue nombrado Comandante del Imperio Británico (CBE) en 1977 y fue investido como Knight Bachelor en 1986 por sus servicios filantrópicos. El 27 de enero de 1992, su trabajo fue reconocido por medio de su nombramiento como par vitalicio, convirtiéndose en el barón Rix de Whitehall en la ciudad de Westminster y de Hornsea en Yorkshire. Tras nueve años como vice Lord Lieutenant de Londres, lord Rix fue nombrado rector de la University of East London el 16 de julio de 1997.